# Schwedisch-Britischer Krieg
Der Schwedisch-Britische Krieg war ein Konflikt von 1810 bis 1812 zwischen Schweden und Großbritannien. Er gehörte zu den Koalitionskriegen. Dieser Krieg wurde mit dem Frieden von Örebro beendet.
Nach dem Frieden von Paris 1810 wurde Schweden von Frankreich in die Kontinentalsperre gezwungen, ein Handelsembargo gegen Großbritannien. Da Großbritannien Schwedens größter Handelspartner war, stellte dies ein Problem dar. Tatsächlich wurde der Handel dann ungemindert als Schmuggel fortgeführt.
Frankreich wurde des schwedischen Unvermögens, die Blockade durchzusetzen, überdrüssig und stellte der schwedischen Regierung am 13. November 1810 ein Ultimatum: Schweden sollte innerhalb von fünf Tagen Großbritannien den Krieg erklären, alle britischen Schiffe in schwedischen Häfen beschlagnahmen und alle britischen Produkte und Kolonialwaren in Schweden konfiszieren. Sollte Schweden die französischen Bedingungen nicht erfüllen, würden ihm Frankreich und dessen Verbündete den Krieg erklären. Am 17. November gab die schwedische Regierung nach und erklärte Großbritannien den Krieg. Dennoch kam es zu keinerlei Kriegshandlungen. Britische Schiffe durften sogar nach wie vor den schwedischen Hafen Hanö anlaufen.
Zum einzigen Blutvergießen während des Krieges kam es am 15. Juni 1811, als Generalmajor Hampus Mörner mit 140 Mann den Aufstand einer Gruppe Bauern aus Klågerup in Schonen, die gegen die Soldatenaushebungen protestierten, niederschlagen sollte. In dem als Klågerupskrawalle in die Geschichte eingegangenen Zwischenfall wurden 30 Bauern von Mörners Truppen getötet.
Mit der Wahl von Jean-Baptiste Bernadotte, dem späteren König Karl XIV. Johann, zum schwedischen Kronprinzen verschlechterten sich die Beziehungen zu Frankreich. Als Frankreich 1812 das schwedische Pommern und Rügen erneut besetzte, entsandte Schweden Unterhändler nach Großbritannien, um den Krieg zu beenden. Nach langwierigen Verhandlungen wurde der Friedensvertrag am 18. Juli 1812 in Örebro unterzeichnet.